# Пирс, Гордон
Гордон Чарльз Пирс (англ. Gordon Charles Pearce, 10 января 1934, Джабалпур, Британская Индия) — австралийский хоккеист (хоккей на траве), полузащитник. Серебряный призёр летних Олимпийских игр 1968 года.

## Биография
Гордон Пирс родился 10 января 1934 года в индийском городе Джабалпур.
Провёл детство в Британской Индии, где научился играть в хоккей на траве.  В 1947 году после получения ею независимости и разделения государства его отец Сек вместе с братьями Секом и Мелом перебрались в Австралию и поселились в Перте. В 1948 году вслед за ними переехала мать Глэдис, Гордон и ещё два его брата Джулиан и Эрик.
Играл в хоккей на траве за Западную Австралию.
В 1956 году вошёл в состав сборной Австралии по хоккею на траве на Олимпийских играх в Мельбурне, занявшей 5-е место. Играл на позиции полузащитника, провёл 7 матчей, мячей не забивал.
В 1960 году вошёл в состав сборной Австралии по хоккею на траве на Олимпийских играх в Риме, занявшей 6-е место. Играл на позиции полузащитника, провёл 9 матчей, мячей не забивал.
В 1968 году вошёл в состав сборной Австралии по хоккею на траве на Олимпийских играх в Мехико и завоевал серебряную медаль. Играл на позиции полузащитника, провёл 10 матчей, мячей не забивал.
После завершения игровой карьеры работал госслужащим в Западной Австралии. В 1987 году был исполнительным директором канцелярии премьер-министра штата, в 1990 году был назначен исполнительным директором королевской комиссии, в 1995 году стал членом общего отдела Ордена Австралии.

## Семья
Все братья Гордона Пирса — Джулиан, Эрик, Мел и Сек — также играли за сборную Австралии по хоккею на траве. Мел Пирс (1928—2011) выступал на летних Олимпийских играх 1956 года. Эрик Пирс (род. 1931) — на летних Олимпийских играх 1956, 1960, 1964 и 1968 годов. Джулиан Пирс (род. 1937) — на летних Олимпийских играх 1960, 1964 и 1968 годов. 
Дочь Мела Пирса Колин Пирс (род. 1961) играла за женскую сборную Австралии по хоккею на траве. В 1983 году выиграла бронзовую медаль чемпионата мира, участвовала в летних Олимпийских играх 1984 года.